# Имамзаде Салех (Шемиран)
Имамзаде Салех (Шемиран) (перс. امامزاده صالح‎)  — мечеть Имамзаде, расположенная в районе Шемиран в северной части Тегерана.

## История
Мечеть, вероятно, была построена в VII-VIII веке. В мечети находится гробница Салеха ибн Мусы — сына одного из почитаемых шиитами имама Мусы аль-Казима. Табличка на стене мечети свидетельствует о том, что при Газан-хане здание было отремонтировано и перестроено. При поздних Сефевидах и Афшаридах гробница была украшена серебряной и деревянной решетками.
В наше время является одной из самых популярных шиитских святынь в северной части Тегерана.